# 國家領導委員會 (越南共和國)
國家領導委員會（越南语：／）是越南共和國陸軍的軍事委員會於1965年6月12日成立的組織，以接替陷入癱瘓的潘輝括政府掌管越南共和國政權。這是越南共和國歷史上「軍管時期」（thời kỷ quân quản）的最後一個掌權的軍事組織。此後於1967年11月交權給第二共和國文職政府。

## 成員
國家領導委員會共包括11名成員，其中一位總書記、一位負責行政調遣的委員、國防總長、總參謀長、四方戰術各司令、空軍司令、海軍司令。中將阮文紹為國長兼崗位主席，中將范春沼為總書記，少將阮高祺為調遣行政委員兼中央行政委員會主席。
阮高祺兼任空軍司令，少將阮友固為國防總長兼國家領導委員會總參謀長，只有9位成員。其他5為軍人為：
1. 提督陳文真：海軍司令
2. 少將阮正詩：第一軍團司令
3. 少將阮文孟（英语：Nguyễn Văn Mạnh）：第二軍團司令
4. 少將高文園：第三軍團司令
5. 少將鄧文光：第四軍團司令[1]